# ساموئل دی. گاسلینگ
ساموئل دی. گاسلینگ (انگلیسی: Samuel D. Gosling) پژوهشگر و روان‌شناس شخصیت و روان‌شناس اجتماعی اهل ایالات متحده آمریکا است.
وی پژوهش‌های مهمی در زمینهٔ تاریخ روان‌شناسی، پدیدهٔ درک اجتماعی، اصول تکاملی و بوم‌شناسی دارد. او مدرک دکتری خود را از دانشگاه کالیفرنیا، برکلی دریافت کرده و در حال حاضر استاد روان‌شناسی در دانشگاه تگزاس در آستین است.